# O2 Slovakia
O2 Slovakia s.r.o. (precedentemente Telefónica Slovakia) è una compagnia telefonica della Slovacchia che ha lanciato i servizi commerciali a febbraio del 2007. Dal 2008 fino al 2013 i clienti che hanno passato il numero di telefono alla rete O2 sono in totale oltre 617.000. Al giorno d'oggi, O2 Slovacchia ha registrato oltre 1,7 milioni di SIM attive (con un minimo di tre mesi d´attività). Nel 2014, secondo un sondaggio effettuato tra i clienti dei vari operatori slovacchi, la compagnia O2 è diventata per la sesta volta operatore dell´anno..
100% proprietario di O2 Slovakia, s.r.o è la compagnia O2 Czech Republic a.s.. Il proprietario di maggioranza della O2 Czech Republic a.s. è il gruppo finanziario PPF (84,91%)..

## Prefissi
L'Ufficio delle Telecomunicazioni della Repubblica Slovacca ha assegnato all'operatore i seguenti prefissi, che identificano i suoi clienti: 0940, 0944, 0948 and 0949. (+421 94x yyy yyy)

## Sede
O2 Slovakia, s.r.o, Einsteinova 24, 851 01 Bratislava, Slovacchia

## Concorrenti
- T-Mobile Slovensko
- Orange Slovensko
- 4ka